# Intelsat 903
Intelsat 903 ist ein Fernsehsatellit der International Telecommunications Satellite Consortium (Intelsat). Er wurde am 30. März 2002 mit der russischen Trägerrakete Proton von Weltraumbahnhof Baikonur gestartet. Seine Lebensdauer beträgt voraussichtlich 13 Jahre.
Folgende Dienste werden unter anderem über Intelsat 903 angeboten: Radio- und Fernsehempfang, Internetzugang, Telefonie, Firmennetzwerke.
Der Satellit überträgt u. a. das grönländische Vollprogramm Kalaallit Nunaata Radioa, mehrere Programme für weite Teile Afrikas sowie französisches Fernsehen in Form von Pay-TV des Betreibers CanalSat Caraïbes für die Karibik.

## Empfang
Der Empfang von Intelsat 903 ist in Europa, Afrika, dem Nahen Osten sowie Nord- und Südamerika möglich.
Die Übertragung erfolgt im C- und Ku-Band.